# Jonas Brothers Live in Concert
Jonas Brothers Live In Concert je sedmé koncertní turné Jonas Brothers.

## Informace o turné
Zatímco se oznámil vedlejší projekt Nicka Jonase - Nick Jonas and the Administration, bratři oznámili, že plánují světové turné, které se uskuteční v létě roku 2010.
Dne 27. dubna 2010 Jonas Brothers a Demi Lovato oficiálně oznámili Jonas Brothers World Tour 2010 prostřednictvím svých oficiálních internetových stránek a Myspace stránek. Turné budou uvádět Jonas Brothers a Demi Lovato jako speciální host i jakož jejich kamarádka a obsazení z Camp Rock filmů. Turné bude kombinovat písně obou hudebních umělců a písně z filmů Camp Rock. Také se očekávalo, že popová skupina Savvy vystoupí jako předskokan na vybraných termínech. Seznam písniček od Jonas Brothers bude obsahovat i skladby z jejich seriálu na Disney Channel, Jonas L.A..
Turné začalo 7. srpna 2010 v Illinois. Mělo původně začít 27. července 2010 v texaském Dallasu, ale bylo přesunuto, v důsledku změn v jejich plánu. Ačkoli mají být pro Evropu ještě konkrétní data oznámena, navštíví turné Londýn, Manchester, Glasgow, Birmingham, Liverpool, dále Irsko, Belgii, Francii, Německo, Rakousko, Švýcarsko, Itálii a Španělsko. Na vystoupeních v Austrálii, Asii, a Dubaji se také pracuje.
Na rozdíl od předchozího turné má Jonas Brothers Live In Concert jednoduchý, ale komplexní jevištní design. Jeviště se skládá z několika pohyblivých obrazovek, které ukazují různé věci, zatímco Jonas Brothers hrají své písně. Tento koncert se nehraje pořád dokola, hraje se většinou v amfiteátrech po celé zemi a na celém světě.

### Road Dogs
Již druhý rok v řadě, se Jonas Brothers rozhodli uspořádat několik softballových her svého týmu "Road Dogs" po celou dobu turné. Hry budou součástí "X the TXT" kampaně, která přináší povědomí o nebezpečí používání mobilních telefonů během jízdy. Kevin Jonas řekl MTV "Jsme součástí X the Text kampaně s naším sponzorem Allstate, což je úžasná věc. Tolik dospívajících řidičů a dospělých řidičů má nehodu kvůli SMS za jízdy, a to je taková skvělá věc, přinášet jim o tomto povědomí.

## Doprovodná kapela
- John Taylor: hudební režisér, sólová kytara
- Greg Garbowsky: basová kytara
- Jack Lawless: bubny
- Demian Arriaga: bicí nástroje
- Ryan Liestman: klávesnice

## Seznam písní

### Severní Amerika
- Anna Maria Perez de Taglé

1. Insomnia

- Alyson Stoner

1. Make History

- Obsazení z filmu Camp Rock

1. Start The Party
2. Fire
3. We Rock

- Demi Lovato

1. Get Back
2. La La Land
3. Remember December
4. Catch Me
5. Don't Forget
6. Got Dynamite
7. Here We Go Again

- Demi Lovato & obsazení z filmu Camp Rock

1. Brand New Day
2. Can't Back Down
3. It's Not Too Late
4. It's On

- Jonas Brothers - verze 1

1. Feelin' Alive
2. Hold On
3. Year 3000
4. Play My Music
5. Heart & Soul
6. Introducing Me (Nick Jonas)
7. Gotta Find You
8. This is Me (duet s Demi Lovato)
9. Wouldn't Change A Thing (duet s Demi Lovato)
10. This is Our Song (s Demi Lovato a obsazením z filmu Camp Rock)
11. L.A. Baby (Where Dreams Are Made Of)
12. Drive My Car (píseň od Beatles)
13. Paranoid
14. Who I Am
15. Fly With Me
16. When You Look Me In The Eyes
17. Please Be Mine
18. Lovebug
19. S.O.S
20. Burnin' Up

### Jižní Amerika
- Anna Maria Perez de Taglé

1. Insomnia

- Alyson Stoner

1. Make History

- Obsazení z filmu Camp Rock

1. Start The Party
2. Fire
3. We Rock

- Demi Lovato

1. Get Back
2. La La Land
3. Remember December
4. Lo Que Soy
5. Catch Me
6. Don't Forget
7. Got Dynamite
8. Here We Go Again

- Demi Lovato & obsazení z filmu Camp Rock

1. Brand New Day
2. Can't Back Down
3. It's Not Too Late
4. It's On

- Jonas Brothers - verze z Mexico City

1. Feelin' Alive
2. Hold On
3. Year 3000
4. Play My Music
5. Heart & Soul
6. Introducing Me (Nick Jonas)
7. Gotta Find You
8. Wouldn't Change A Thing (duet s Demi Lovato)
9. BB Good
10. Still In Love With You
11. Paranoid
12. L.A. Baby (Where Dreams Are Made Of)
13. Who I Am (Nick Jonas)
14. Black Keys (Nick Jonas)
15. A Little Bit Longer (Nick Jonas)
16. Fly With Me
17. When You Look Me In The Eyes
18. Please Be Mine
19. Lovebug
20. S.O.S
21. Burnin' Up

Dne 28. srpna 2010 Nick zpívá "Rose Garden" na turné v Atlantic City. 29. srpna 2010 Nick hrál "Stay" na turné během koncertu ve Virginia Beach. 18. září Nick zpívá dvě písně: "Who I Am" a "Last Time Around" během koncertu v Mountain View, Kalifornii.
22. srpna 2010 Jonas Brothers provedli změnu svého nastavení vzhledem k nepříznivému počasí a potřeba uspěchat vystoupení tak vedla k tomu, že se nezpívala píseň "Drive My Car" na jejich vystoupení ve Wantagh, New Yorku.
Dne 5. září 2010 Demi Lovato vystupovala s více sólovými písněmi kvůli absenci obsazení z Camp Rocku. Vystupovala např. s: "Solo", "Every Time You Lie", "Stop The World" a novou verzí "Catch Me".
Dne 30. října 2010 Demi Lovato opustila turné ze zdravotních důvodů.

## Turné v datech
| Datum              | Město                | Země                    | Místo konání                                 |
| Severní Amerika    | Severní Amerika      | Severní Amerika         | Severní Amerika                              |
| ------------------ | -------------------- | ----------------------- | -------------------------------------------- |
| 7. srpna 2010      | Tinley Park          | Spojené státy americké  | First Midwest Bank Amphitheater              |
| 8. srpna 2010      | Noblesville          | Spojené státy americké  | Verizon Wireless Music Center                |
| 10. srpna 2010     | Cincinnati           | Spojené státy americké  | Riverbend Music Center                       |
| 11. srpna 2010     | Burgettstown         | Spojené státy americké  | First Niagara Pavilion                       |
| 12. srpna 2010     | Bristow              | Spojené státy americké  | Jiffy Lube Live                              |
| 13. srpna 2010     | Hartford             | Spojené státy americké  | Comcast Theatre                              |
| 14. srpna 2010     | Hershey              | Spojené státy americké  | Hershey Park Stadium                         |
| 16. srpna 2010     | Holmdel              | Spojené státy americké  | PNC Bank Arts Center                         |
| 17. srpna 2010     | Holmdel              | Spojené státy americké  | PNC Bank Arts Center                         |
| 21. srpna 2010     | Wantagh              | Spojené státy americké  | Jones Beach                                  |
| 22. srpna 2010     | Wantagh              | Spojené státy americké  | Jones Beach                                  |
| 25. srpna 2010     | Mansfield            | Spojené státy americké  | Comcast Center                               |
| 26. srpna 2010     | Mansfield            | Spojené státy americké  | Comcast Center                               |
| 27. srpna 2010     | Camden               | Spojené státy americké  | Susquehanna Bank Center                      |
| 28. srpna 2010     | Atlantic City        | Spojené státy americké  | Trump Taj Mahal                              |
| 29. srpna 2010     | Virginia Beach       | Spojené státy americké  | Verizon Wireless Virginia Beach Amphitheatre |
| 31. srpna 2010     | Cleveland            | Spojené státy americké  | Quicken Loans Arena                          |
| 1. září 2010       | Clarkston            | Spojené státy americké  | DTE Energy Music Theater                     |
| 2. září 2010       | Toronto              | Kanada                  | Molson Amphitheatre                          |
| 3. září 2010       | Toronto              | Kanada                  | Molson Amphitheatre                          |
| 4. září 2010       | Montreal             | Kanada                  | Bell Centre                                  |
| 5. září 2010       | Daytona Beach        | Spojené státy americké  | Ocean Center                                 |
| 7. září 2010       | West Palm Beach      | Spojené státy americké  | Cruzan Amphitheater                          |
| 8. září 2010       | Tampa (zrušeno)      | Spojené státy americké  | 1-800-ASK-GARY Amphitheater                  |
| 10. září 2010      | San Antonio          | Spojené státy americké  | AT&T Center                                  |
| 11. září 2010      | Houston              | Spojené státy americké  | Cynthia Woods Mitchell Pavilion              |
| 12. září 2010      | Dallas               | Spojené státy americké  | Superpages.com Center                        |
| 14. září 2010      | Phoenix, Arizona     | Spojené státy americké  | Cricket Wireless Pavilion                    |
| 16. září 2010      | Chula Vista          | Spojené státy americké  | Cricket Wireless Amphitheatre                |
| 17. září 2010      | Wheatland            | Spojené státy americké  | Sleep Train Amphitheater                     |
| 18. září 2010      | Mountain View        | Spojené státy americké  | Shoreline Amphitheatre                       |
| 19. září 2010      | Irvine               | Spojené státy americké  | Verizon Wireless Amphitheatre                |
| 15. října 2010     | San Juan             | Portoriko               | Coliseo de Puerto Rico, José Miguel Agrelot  |
| 16. října 2010     | Santo Domingo        | Dominikánská republika  | Palacio de Los Deportes                      |
| 21. října 2010     | Monterrey (zrušeno)  | Mexiko                  | Estadio Universitario                        |
| 23. října 2010     | Guadalajara (Mexiko) | Mexiko                  | Estadio Tres de Marzo                        |
| 24. října 2010     | Mexico City          | Mexiko                  | Foro Sol                                     |
| 26. října 2010     | San Jose             | Kostarika               | Estadio Ricardo Saprissa                     |
| Jižní Amerika      |                      |                         |                                              |
| 28. října 2010     | Bogotá               | Kolumbie                | Simon Bolivar Park                           |
| 30. října 2010     | Lima                 | Peru                    | Estadio Monumental                           |
| 1. listopadu 2010  | Quito                | Ekvádor                 | Estadio Olímpico Atahualpa                   |
| 4. listopadu 2010  | Santiago             | Chile                   | Estadio Monumental David Arellano            |
| 6. listopadu 2010  | São Paulo            | Brazílie                | Associação Portuguesa de Desportos           |
| 7. listopadu 2010  | Rio de Janeiro       | Brazílie                | Maracanãzinho                                |
| 10. listopadu 2010 | Porto Alegre         | Brazílie                | Ginásio Gigantinho                           |
| 13. listopadu 2010 | Buenos Aires         | Argentina               | River Plate Stadium                          |
| Blízký východ      |                      |                         |                                              |
| 18. listopadu 2010 | Abu Dhabi            | Spojené arabské emiráty | Yas Arena                                    |

Poznámka: Některé z těchto turné byly zrušeny a změněny. Turné začalo 6. srpna 2010, o dva týdny později, než bylo plánováno, což umožnilo Nicku Jonasovi hrát v londýnském West Endu, jako Marius v Les Misérables. Vystoupení 8. září 2010 v Tampě na Floridě bylo zrušeno kvůli povodním z přívalových srážek v 1-800-ASK-GARY amfiteátru. Vystoupení nejsou přeložena.